# Palácio José de Anchieta
Inaugurado em 1949, com características arquitetônicas do período do Estado Novo, o Palácio José de Anchieta foi construído para ser a sede da Prefeitura Municipal de Magé pelo então prefeito José Ullmann Junior.
O prédio está localizado em meio a uma praça com acentuado trabalho de paisagismo e cercada por várias espécies de árvores. Em seu entorno há ainda construções de passagem do século em meio a edificações modernas, com destaque para o Shopping da Praça. O local é um ponto tradicional e de referência de moradores e visitantes do Centro de Magé.
O prédio recebeu este nome em homenagem a São José de Anchieta, sacerdote jesuíta espanhol que passou pelo município no século XVI.

## História
O famoso vendaval que varreu Magé a 10 de janeiro de 1947 derrubou diversas casas, o Mercado de Peixe e danificou o velho sobrado da prefeitura, onde hoje se encontra a 65.ª Delegacia de Polícia. Tal acontecimento ensejou esforços do governo municipal para a construção de uma nova e moderna sede para o poder executivo.
Em 22 de outubro de 1949 o Prefeito José Ullmann Junior inaugurou o Paço Municipal, na presença do Governador Edmundo de Macedo Soares e Silva, do Presidente da Câmara Municipal de Magé, Dr. Radamés Marzullo, e demais vereadores, e do Bispo diocesano de Petrópolis, D. Manoel Pedro da Cunha Cintra, que benzeu as novas instalações da prefeitura.
Na ocasião, inaugurou-se também o busto em bronze do Capitão José Ullmann (1874-1933), Prefeito interventor de Magé (1930-1933), e pai do então prefeito José Ullmann Junior e que até hoje se encontra no hall da prefeitura.
O Palácio Anchieta abrigou a Câmara Municipal de Magé de 1949 a 1983, a biblioteca municipal criada pelo Prefeito Waldemar Lima Teixeira (1951-1954) e consolidada pelo Prefeito Olívio de Matos (1955-1959), criminosamente destruída, a Junta Militar de Alistamento, a agência do IBGE, a Delegacia Regional do Trabalho dentre outros órgãos.

## Nome
Em que pese a inauguração ter ocorrido em 1949, o prédio só veio a ser chamado de Palácio José de Anchieta em 1964, por iniciativa do vereador e advogado Alcy de Moraes Vidal, pai do atual prefeito Nestor de Moraes Vidal Neto (PMDB). Na ocasião, o município estava em festa com a comemoração da reinauguração oficial do Poço Bento, local onde teria acontecido um milagre de São José de Anchieta, três séculos antes. Esse milagre se espalhou, tornando o Poço Bento alvo de muitas peregrinações de romeiros em busca de milagres para seus males. Nesta época, o processo de beatificação do Pe. José de Anchieta corria no Tribunal Eclesiástico das Causas dos Santos, em Roma, Palácio Vaticano.

## Atualidade
Com o passar dos anos e o inevitável aumento da carga de trabalho, o prédio não conseguiu mais acomodar todas as secretarias do Executivo municipal. Por isso, muitas destas foram transferidas para imóveis alugados ou próprios do município. Entretanto o gabinete do prefeito continua localizado no palácio.
Muitos políticos locais e munícipes defendem a transformação do Palácio José de Anchieta em um centro cultural sobre a história do município, com a construção de uma nova e moderna sede para os órgãos do Executivo municipal. Porém, enquanto isso ainda não é decidido, a estrutura de trabalho permanece por lá.
Hoje em dia, como forma de divulgar a cultura geral e, principalmente, a de Magé, frequentemente são realizadas exposições gratuitas de quadros, gravuras e objetos no hall do palácio. Uma das mais recentes foi sobre gravuras de artistas estrangeiros no Brasil Império, que contou com a visita ilustre do ex-prefeito do Rio de Janeiro César Maia, quando em passagem pelo município em 2010.

## Estrutura
O prédio possui quatro andares. O térreo e o 1º, onde se localiza o hall, são destinados ao atendimento do público em geral para serviços da prefeitura. No 2º e 4º pavimentos se situam algumas secretarias - as de governo, administração, controle interno e a assessoria de comunicação. O gabinete do prefeito ocupa quase todo o 3º andar, possuindo ainda acesso às duas sacadas (uma de cada lado) do palácio, que antigamente eram utilizadas em discursos e pronunciamentos. Não há elevadores no local.
Ao longo do tempo, o palácio passou por reformas pontuais, principalmente pela troca de cor da pintura. Algumas já utilizadas foram o cinza e o rosa salmão. Desde 2010, na reforma promovida pelo então prefeito Rozan Gomes, foi definido um tom esverdeado para o edifício, tendo ainda suas antigas janelas de madeira sendo removidas e substituídas por blindex. Em 2000, durante o governo de Nelson do Posto foram colocadas peças de granito 'vermelho brasília' nas duas escadarias que dão acesso ao 1º andar, até a altura de suas respectivas portas de entradas.